# Marie Curie, une femme sur le front

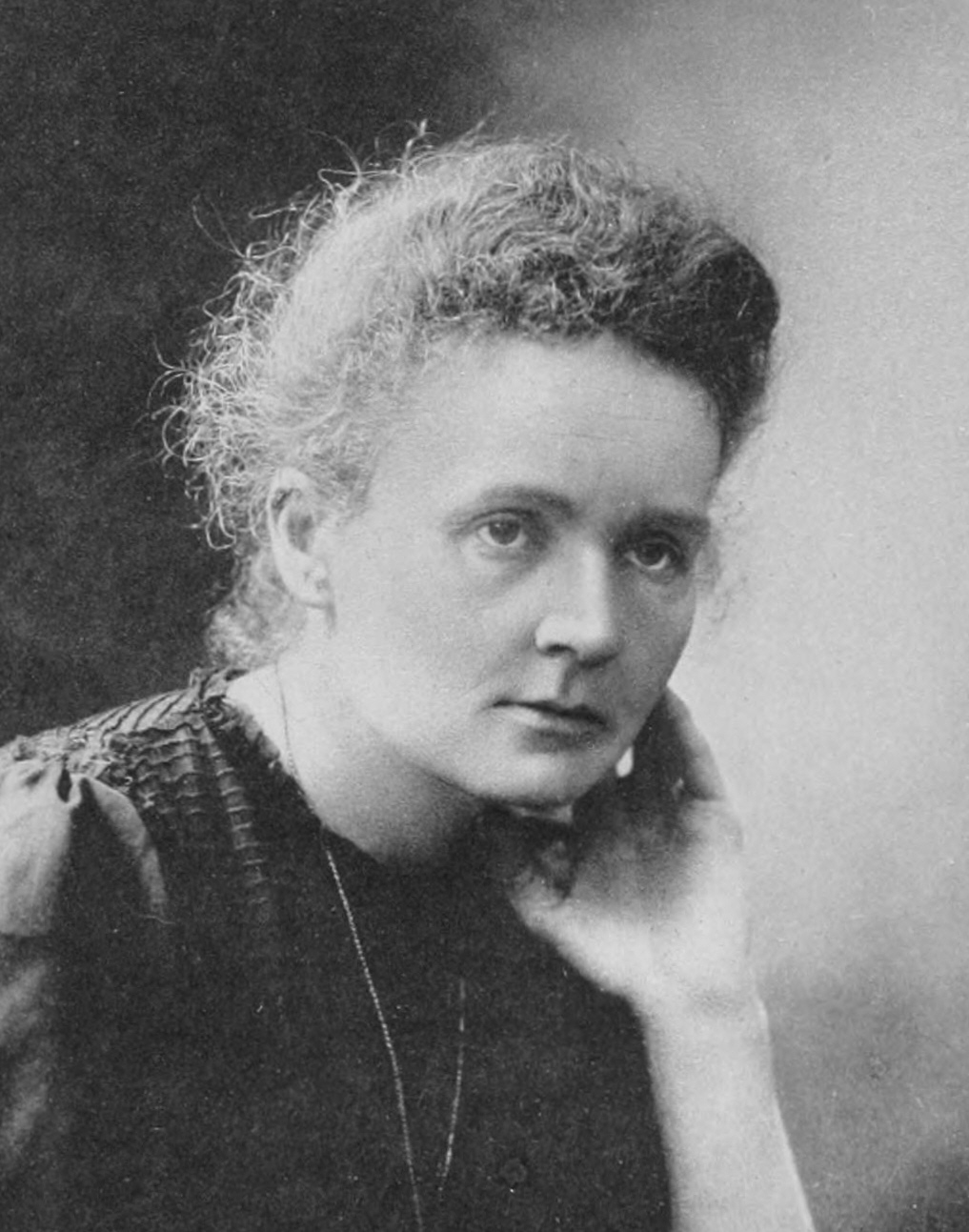
Marie Curie en 1911.

Marie Curie, une femme sur le front est un téléfilm dramatique et historique franco-belge réalisé par Alain Brunard, diffusé le 25 avril 2014 sur la RTBF et le 11 novembre 2014 sur France 2.

## Synopsis
Marie Curie, prix Nobel de physique et de chimie dirige l'Institut du radium quand, en 1914, la guerre éclate, et comprend que celle-ci sera longue et meurtrière. Elle équipe une première camionnette de matériel de radiographie et se rend sur le site de la bataille de la Marne. L'hôpital de campagne dont elle s'occupe se distingue par le peu de décès enregistrés. En plus de l'aide du docteur Claudius Regaud, un de ses collaborateurs qui travaille sur le traitement du cancer par la radiothérapie, Marie Curie reçoit celle de sa fille âgée de 17 ans, Irène. Elle équipe rapidement d'autres véhicules, surnommées par les soldats « les petites Curie ». Suivant les différents fronts, son œuvre devient reconnue et la radiographie, qui était jusque-là surtout un amusement pour le public, devient une aide précieuse pour la médecine.

## Fiche technique

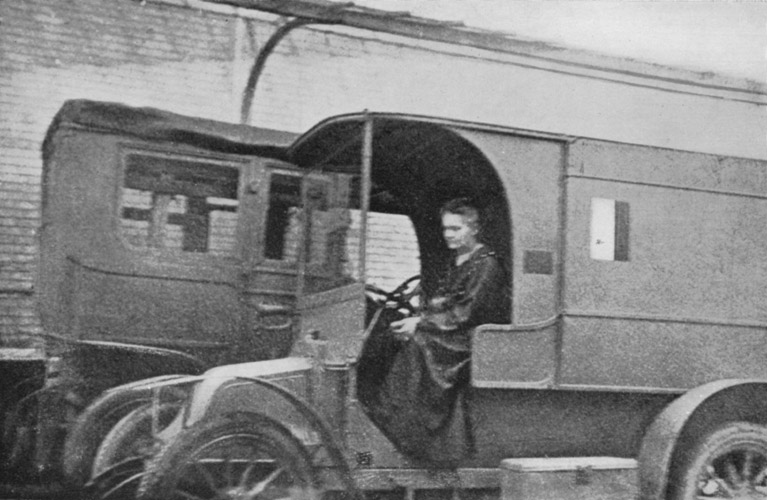
Marie Curie au volant d'une petite Curie.

- Titre : Marie Curie, une femme sur le front
- Réalisation : Alain Brunard
- Scénario : Alain Brunard, Marie-Noëlle Himbert, Yann Le Gal
- Directeur de la photo : Tony Malamatenios
- Montage : Damien Keyeux
- Production : Capa Drama
- Co-production : Be-FILMS, France Télévisions, RTBF
- Pays de production :  Belgique  France
- Dates de diffusion : 
  -  Belgique 25 avril 2014 (RTBF)
  -  France 11 novembre 2014 (France 2)
- Genre : téléfilm dramatique et historique
- Durée : 90 minutes
- Format : couleurs, images d'archives en noir et blanc
- Lieux de tournage : Belgique

## Distribution
- Dominique Reymond : Marie Curie
- Fanny Dumont : Irène Curie
- Fabio Zenoni : Pierre Curie
- Epona Guillaume : Ève Curie
- Laurent Bateau : Claudius Regaud
- Olivier Bonjour : Wilhelm Röntgen
- Jean-Luc Couchard : le chirurgien chef
- Patrick Descamps : Louis Ragot
- Guillaume Dolmans : Justin Godart
- Steve Driesen : le chirurgien à l’hôtel
- Éric Godon : le président Poincaré
- Élie Lison : le médecin âgé
- Corentin Lobet : Soldat Brugalin
- Damien Marchal
- Olivier Massart : Émile Roux
- Benoît Strulus : Antoine Lacassagne
- Raphaëlle Bruneau : l'infirmière

## Récompenses
- Festival du film de télévision de Luchon
  - Prix du Public du meilleur téléfilm
  - Prix de la meilleure interprétation féminine : Dominique Reymond

## Commentaires
- Cet épisode de la vie de Marie Curie demeure presqu'inconnu du grand public et la savante ne recevra aucune récompense pour son action qui aura permis de sauver un nombre incalculable de soldats blessés. Plus d'un million de blessés ont été secourus grâce à ses installations, dont un millier le fut par Marie Curie elle-même.
- Marie Curie aura pendant la Première Guerre mondiale mis en service dix-huit véhicules équipés de son matériel, installé quelque deux cents postes fixes dans les hôpitaux et formé cent cinquante manipulatrices de radiographie.
- Les scènes de fiction sont entrecoupées de nombreuses séquences filmées d'archives dont, à la fin du téléfilm, plusieurs séquences où apparaît Marie Curie.
- Pierre Curie, mort en 1906 d'un accident de circulation, est omniprésent dans le téléfilm où il apparaît fréquemment comme personnage réconfortant sa femme, en prise à la mélancolie, en habit noir de veuve.